# Campionati canadesi di sci alpino 1970
Ai Campionati canadesi di sci alpino 1970 furono assegnati i titoli di slalom gigante e slalom speciale, sia maschili sia femminili. Trattandosi di competizioni valide anche ai fini del punteggio FIS, vi parteciparono anche sciatori di altre federazioni, senza che questo consentisse loro di concorrere al titolo nazionale canadese.

## Risultati
| Specialità      | Uomini        | Donne        |
| --------------- | ------------- | ------------ |
| Slalom gigante  | Bill McKay    | Diana Gibson |
| Slalom speciale | Kenny Corrock | Rosie Fortna |